# جيش الدلتا: محارب الأرض
جيش الدلتا : محارب الأرض (بالإنجليزية: Delta Force: Land Warrior)‏ وهي لعبة فيديو تصويب تكتيكي تصويب منظور الشخص الأول وهي ثالث لعبة تطلق من سلسلة ألعاب جيش الدلتا، أُنتِجَت مِن قِبَل نوفالوجك وهي تكلمة للعبة جيش الدلتا 2، أنتجت هذه اللعبة في سنة 2000.

## خلاصة
تظهر المعارك في البداية في صحراء مصر وهو يهبط من مروحية وثُمَ ينتقل إلى آثار مصر الفرعونية ومنها أهرام الجيزة وأبو الهول ويظهر المقاتلين الأعداء وهم يتكلمون باللغة العربية باللهجة المصرية.

## وصلات خارجية
- جيش الدلتا: محارب الأرض على موقع IMDb (الإنجليزية)
- NovaLogic official website
- NovaLogic's online gaming site
- جيش الدلتا: محارب الأرض على موبي غيمز